# Yuty
Yuty è un centro abitato del Paraguay, situato nel dipartimento di Caazapá, ad una distanza di 391 km dalla capitale del paese, Asunción. Forma uno dei dieci distretti in cui è suddiviso il dipartimento.

## Caratteristiche
La località fu fondata nel 1610 dal francescano Luis de Bolaños con il nome di San Francisco de Yuty tra i fiumi Pirapó e Tebicuary. Attualmente le principali attività economiche sono l'agricoltura e l'allevamento; nel luogo sono presenti anche miniere di magnetite.

## Popolazione
Al censimento del 2002 Yuty contava una popolazione urbana di 4.299 abitanti (28.003 nel distretto), secondo i dati della Dirección General de Estadística, Encuestas y Censos.